# البحرية الملكية الدنماركية
البحرية الملكية الدنماركية (بالدنماركية: Søværnet) هي الفرع البحري لقوة الدفاع الدنماركية. تعتبر البحرية الملكية الدنماركية مسؤولة بشكل أساسي عن الدفاع البحري والحفاظ على سيادة المياه الإقليمية الدنماركية (بما في ذلك جزر فارو وجرينلاند). وتشمل المهام الأخرى المراقبة والبحث والإنقاذ وكسر الجليد والسيطرة على التسرب النفطي والوقاية منه بالإضافة إلى الإسهام في المهام والقوات الدولية.
خلال الفترة من 1509 إلى 1814، عندما كانت الدنمارك في اتحاد مع النرويج، كانت البحرية الدنماركية جزءاً من البحرية الدنماركية النرويجية. حتى إعلان الأسطول الوطني في 1801، ومرة أخرى في 1807، كان للبحرية تأثير استراتيجي رئيسي في المنطقة الجغرافية الأوروبية، ولكن منذ ذلك الحين انخفض حجمها وتأثيرها بشكل كبير مع التغيير في سياسة الحكومة. على الرغم من ذلك، جُهزت البحرية حالياً بعدد من السفن الكبيرة الحديثة التي جرى تكليفها منذ نهاية الحرب الباردة. يمكن تفسير ذلك من خلال موقع الدنمارك الاستراتيجي كعضو في الناتو تتحكم في الوصول إلى بحر البلطيق.
تحمل سفن البحرية الدنماركية بادئة السفن (Kongelige Danske Marine) باللغة الدنماركية وتُختصر إلى (KDM)، ولكنها تُترجم إلى (HDMS) «سفينة صاحبة الجلالة الدنماركية» باللغة الإنجليزية. الدنمارك هي واحدة من عدة دول أعضاء في الناتو لا تنشر أساطيلها أي غواصات.

## كتب
- Ledet, Michel (Mar 2002). "Le Heinkel HE 8". Avions: Toute l'Aéronautique et son histoire (بالفرنسية) (108): 36–45. ISSN:1243-8650.
- Ledet, Michel (Apr 2002). "Le Heinkel HE 8". Avions: Toute l'Aéronautique et son histoire (بالفرنسية) (109): 30–38. ISSN:1243-8650.

## وصلات خارجية
- الموقع الرسمي باللغة الإنجليزية
- التاريخ البحري الدنماركي باللغة الإنجليزية